# Eupithecia sorda
Eupithecia sorda är en fjärilsart som beskrevs av Paul Dognin 1899. Eupithecia sorda ingår i släktet Eupithecia och familjen mätare. Inga underarter finns listade i Catalogue of Life.